# Cruziana

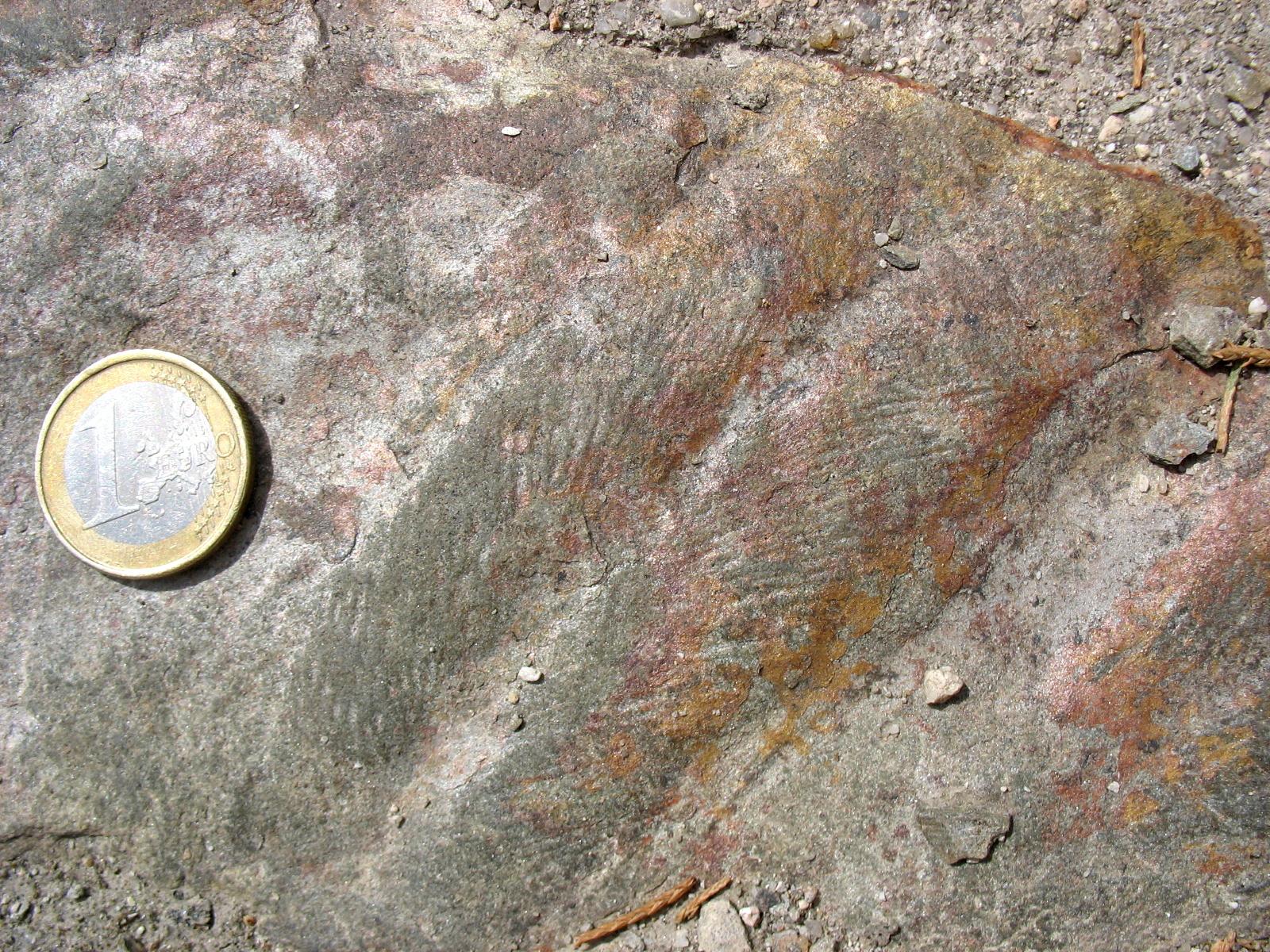
Cruziana w płycie brukowej w Madrycie

Cruziana d’Orbigny, 1842 – ichnorodzaj skamieniałości śladowych w formie hieroglifu, będący prawdopodobnie skamieniałymi odlewami tropów trylobitów.
Cruziana ma kształt wydłużonej ścieżki pokrytej drobnym wzorem jodełki, przypominającym rybi szkielet. Wzór jodełki bywa pokryty jeszcze drobniejszymi prążkami. Większy wzór interpretuje się jako ślady odnóży, a mniejszy pazurków. Ślady odnóży mogą sięgać brzegów całego śladu ścieżki lub do nich nie dochodzić. Na końcach bywają rozszerzone. Brzegi mogą być gładkie lub nie. W obrębie jednego okazu wzór może się nieco różnić. Zdarza się, że znajdowane okazy nakładają się na siebie częściowo (krzyżują). 
Podobnie jak inne skamieniałości tego typu, okazy należące do tego ichnorodzaju charakteryzuje znaczna zmienność i bardziej jest on definiowany przez sposób powstania niż ścisłe cechy morfologiczne. Powszechnie przyjmuje się, że są to ślady działalności trylobitów, choć nie wszyscy paleontolodzy się z tym zgadzają. Nawet w razie uznania, że trylobity odpowiadają za powstanie większości okazów Cruziana, niektóre okazy mogły jednak powstać dzięki działalności innych, podobnych do nich, zwierząt.
Cruziana są zwykle hieroglifami, czyli nie samymi śladami na powierzchni podłoża, po którym poruszał się trylobit, ale odlewami śladów znajdującymi się na spągu warstwy przykrywającej to podłoże. Czasem podkreśla się tę różnicę, rezerwując nazwę Cruziana tylko dla hieroglifów.
Okazy Cruziana znajdowane są w płytkomorskich utworach od kambryjskich po dewońskie, z rzadkimi późniejszymi przykładami, na półkuli północnej. 
Nazwę Cruziana utworzył Alcide d’Orbigny, honorując Andrésa de Santa Cruz. Synonimem jest nazwa Bilobite/Bilobites, która została przypisana do innego taksonu. Początkowo skamieniałości te brano za skamieniałe glony. Następnie paleontolodzy, poczynając od Gerharda Holma w 1887 roku, doszli do wniosku, że są to skamieniałości śladowe grzebania w podłożu.
Cruziana interpretuje się jako ślady pełzania po podłożu wraz z jego rozgrzebywaniem. Inne hieroglify śladów pozostawionych w podłożu przez trylobity to Rusophycus Hall, 1852 (ślady spoczynku), Diplichnites Dawson, 1873 (ślady kroczenia, stąpania) i Dimorphichnus Seilacher, 1955 (ślady kroczenia lub pływania nad powierzchnią z szorowaniem po niej bokiem). Razem tworzą ichnocenozę związaną z życiem trylobitów, ale również innych towarzyszących im zwierząt.